# 연습곡 Op. 25, 1번 (쇼팽)

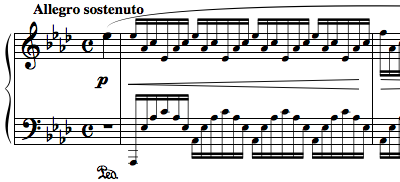
쇼팽 연습곡 Op. 25의 1번의 첫 마디

쇼팽의 연습곡 Op. 25, 1번(Étude Op. 25, No. 1)은 프레데리크 쇼팽이 1836년에 작곡해 1837년에 작품번호 25번의 나머지 11곡과 함께 출판되었다. 이 곡의 다른 별칭으로는 '양치기 소년'과 '에올리안 하프'등이 있는데 특히 '에올리안 하프(Aeolian Harp)'는 로베르트 슈만이 후에 붙인 것으로서 그는 이 곡을 크게 호평했다. 또한 그는 이 곡의 아르페지오는 환상적이며 멜로디는 놀랄 만큼 훌륭하다고 언급했다. '양치기 소년(The Shepherd Boy)'의 명칭의 연원에는 쇼팽이 그의 제자에게 한 양치기 소년이 폭풍우를 피해 동굴로 이동하면서 피리를 부는 장면을 떠올려보라는 일화가 있다. 이 곡은 곡 전체가 왼손과 오른손 모두 아르페지오로 이루어져 있으며 양손의 멜로디가 화음으로 이루어진다. 기술적으로 이 곡은 다른 쇼팽의 연습곡보다는 민첩성과 유연성이 부족해도 쉽게 연주할 수 있으나 아르페지오로 구성된 양손의 내성부를 제대로 연주하기는 힘들다.